# Cleoporus
Cleoporus — род жуков семейства листоедов.

## Описание
Надкрылья с правильными рядами точек. Средние и задние голени с выемкой у вершины. Пигидий без срединной бороздки.

## Систематика
В составе рода:
- Cleoporus niger
- Cleoporus variabilis